# Heuvelland (Westflandern)
Heuvelland (deutsch Hügelland) ist eine belgische Gemeinde in der Region Flandern mit 7969 Einwohnern (Stand 1. Januar 2024). Sie hat keinen eigentlichen Ortskern, sondern besteht aus den acht Ortsteilen Kemmel (mit der Gemeindeverwaltung), Wijtschate (auch Wijtschaete oder Wytschaete; der sowohl von der Einwohnerzahl als auch von der Fläche her größte Ortsteil) sowie De Klijte, Dranouter, Loker, Nieuwkerke, Westouter und Wulvergem.

## Lage
Die Gemeinde liegt im Süden von Westflandern und grenzt an Frankreich. Ypern liegt neun Kilometer nordöstlich, die französische Großstadt Lille 22 Kilometer südöstlich, Kortrijk 30 Kilometer östlich, Brügge 55 Kilometer nordnordöstlich, Gent 68 Kilometer nordöstlich und Brüssel gut 107 Kilometer östlich (alle Angaben in Luftlinie von Kemmel bis zu den jeweiligen Stadtzentren). 
Der 154 Meter hohe Kemmelberg ist die höchste Erhebung sowohl in der Gemeinde als auch im Westen Flanderns. Diese Anhöhe sowie die einzelnen Ortschaften der Gemeinde Heuvelland waren im Ersten Weltkrieg Schauplätze heftiger Kämpfe zwischen deutschen und alliierten Truppen, die besonders von Großangriffen der Infanterie gegen stark ausgebaute und von Maschinengewehren verteidigte Stellungen, Gaskrieg, Minenkrieg, lang anhaltenden Artilleriebeschuss sowie erste Luftkämpfe gekennzeichnet waren. 
Zwischen Wijtschate und Voormezele befindet sich Bayernwald, eine heute für Besucher zugängliche, auf der Basis von archäologischen Untersuchungen restaurierte deutsche Stellung von 1914 ().

## Wirtschaft
Heuvelland gilt als „Wiege des Weinbaus in Westflandern“, der hier in der Neuzeit etwa um das Jahr 1995 herum seinen Anfang nahm.

## Infrastruktur
Die nächsten Autobahnabfahrten befinden sich bei Ypern und Beselare an der A19 und bei der franz. Gemeinde Bailleul an der A25/E 42.
In Ypern, Comines-Warneton und Kortrijk befinden sich die nächsten Regionalbahnhöfe und in Lille, Brügge und Gent halten auch überregionale Schnellzüge.
Bei Lille befindet sich ein Regionalflughafen und nahe der Hauptstadt Brüssel gibt es einen internationalen Flughafen. 

## Söhne und Töchter der Gemeinde
- Petrus Plancius (1552–1622), Theologe, Astronom und Kartograf, geboren im Ortsteil Dranouter
- Lucien Storme (1916–1945), Radrennfahrer, geboren im Ortsteil Nieuwkerke

## Galerie

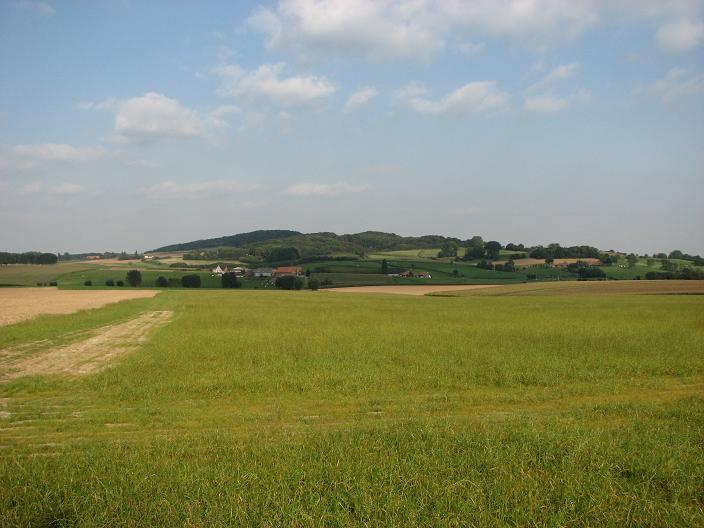
Kemmelberg (Westseite)
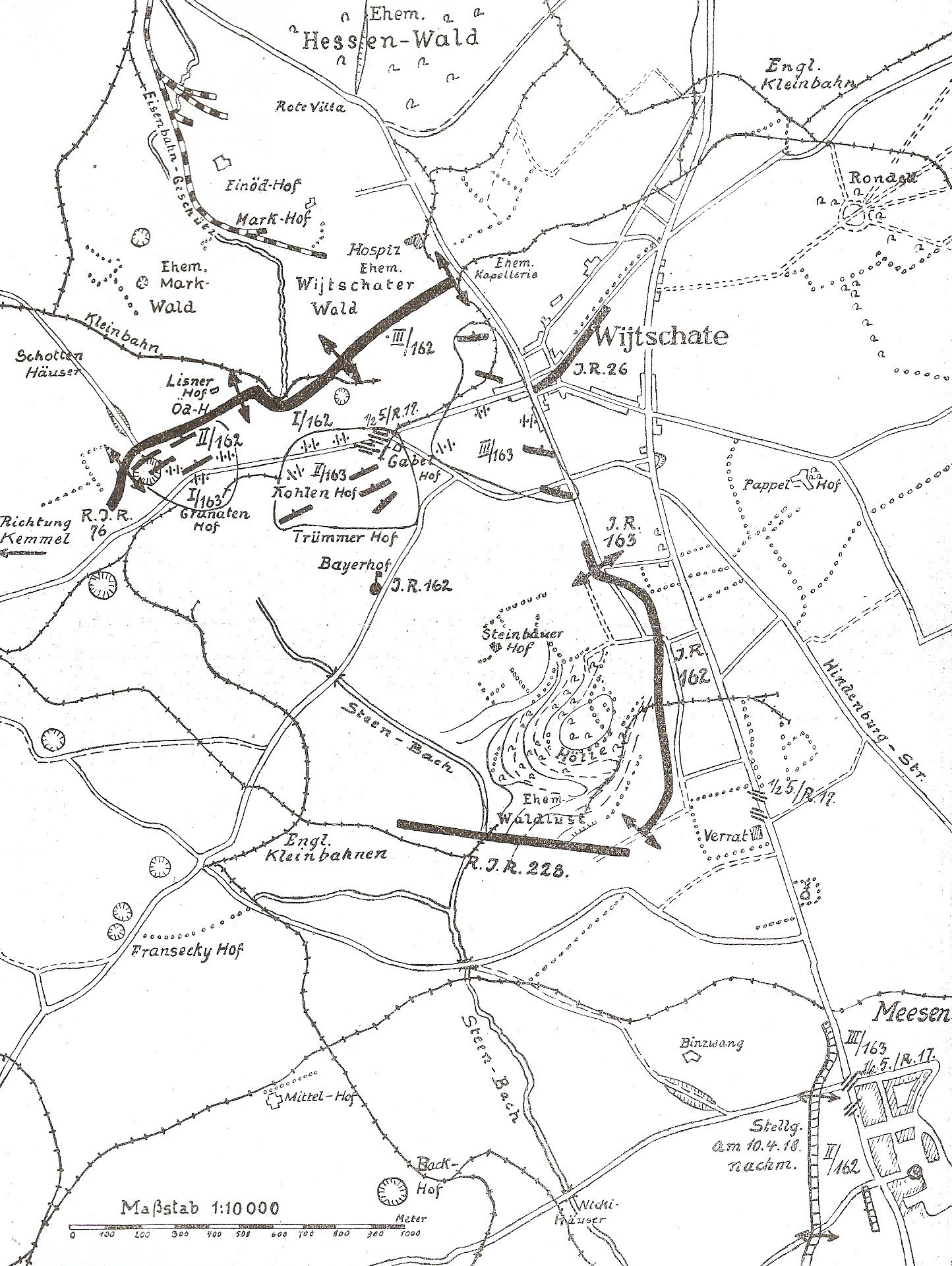
Plan der Kämpfe am Kemmelberg im April 1918
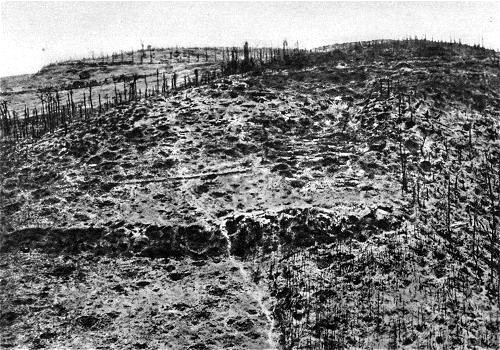
Kemmelberg nach den Kämpfen von 1918
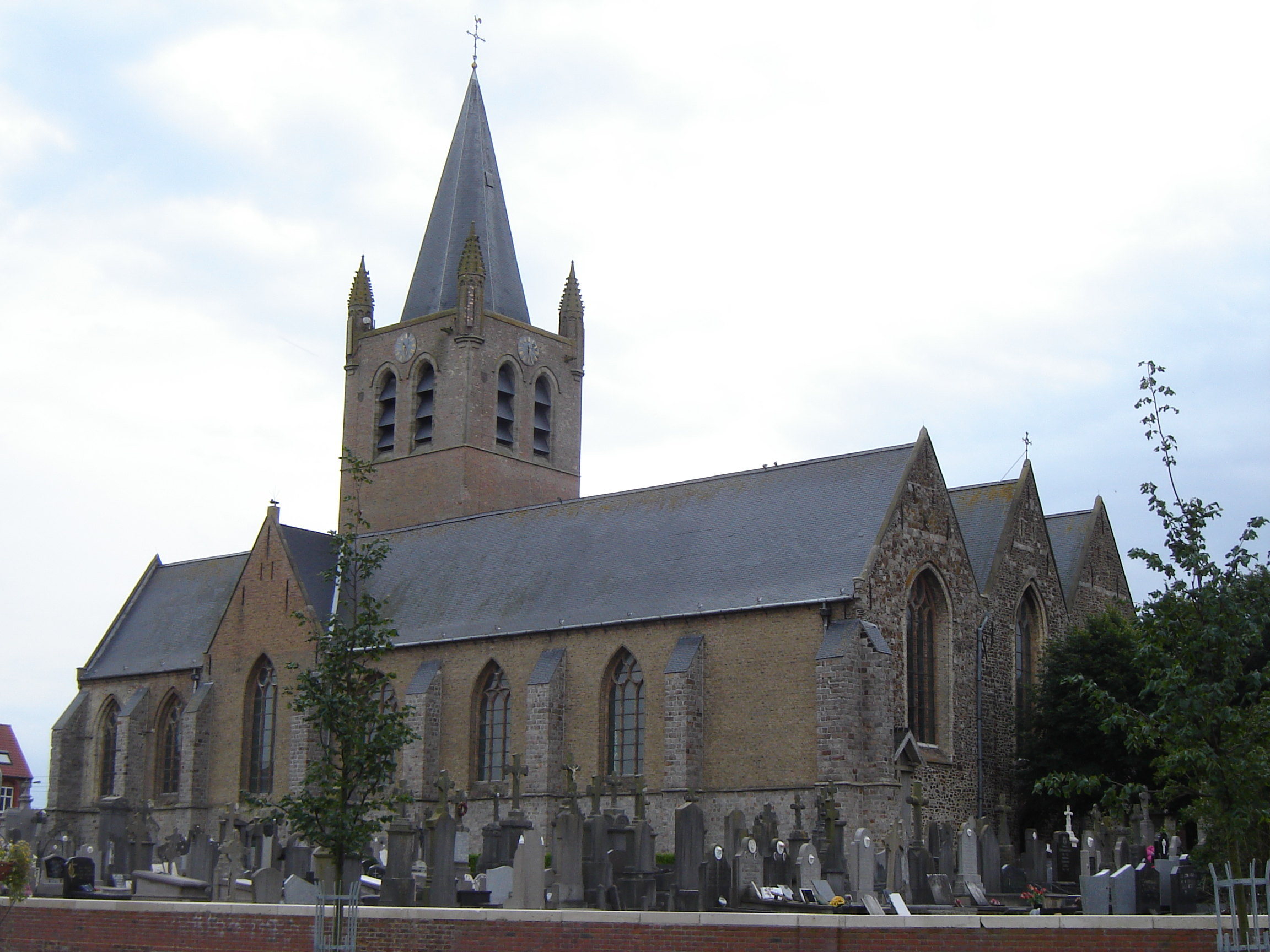
Liebfrauenkirche im Ortsteil Nieuwkerke